# Hans Streuli
Hans Streuli (Zúrich, 13 de julio de 1892 – Aarau, 23 de mayo de 1970) fue un arquitecto y político suizo, miembro del Partido Radical Democrático (PRD).
Fue Consejero Federal de 1954 a 1959 y Presidente de la Confederación en 1957.

## Biografía

### Juventud
Hans Streuli nació en 1892 en Zúrich. Fue el único hijo de Jean Streuli, pintor, y Susette Schmidt. La familia se trasladó a Wädenswil, donde Hans cursó sus estudios primarios. Tras terminar el bachillerato en Lausana, regresó a Zúrich y se matriculó en Arquitectura en la Escuela Politécnica Federal de Zúrich, donde se graduó en 1916. En 1918 abrió su propio estudio de arquitectura en Wädenswil. En 1922 se trasladó a Richterswil y se casó con Clara Pünter, con la que tuvo dos hijas y un hijo. En 1928, Hans Streuli fue elegido alcalde de Richterswil, cargo que ocupó hasta 1935.

### Carrera política en el cantón de Zúrich
El 7 de abril de 1935 fue elegido miembro de la ejecutiva del cantón de Zúrich por el Partido Radical Democrático (PRD). Contrariamente a sus expectativas, no fue adscrito al departamento de edificación, sino al de finanzas. No obstante, no tardó en adquirir los conocimientos necesarios. En este puesto, tuvo un papel decisivo en el saneamiento de las finanzas cantonales, y en 1952 el pueblo aprobó una amplia reforma fiscal. Sin embargo, en 1941 su proyecto de seguro de vejez cantonal no prosperó.
Durante su etapa como miembro del gobierno cantonal, Hans Streuli fue presidente del comité organizador de la Exposición Nacional de 1939 ("Landi") en Zúrich, por la que en 1940 recibió un doctorado honoris causa (Dr. oec. publ.) de la Universidad de Zúrich. También fue miembro de los consejos de administración de Rentenanstalt-Swisslife (1940-1954) y de Swissair (1946-1953).

### Consejo Federal

#### Elección
El predecesor de Streuli, el socialista Max Weber, dimitió el 8 de diciembre de 1953, dos días después de haber perdido un referéndum sobre la reforma financiera. Su partido renunció al escaño vacante y quiso volver a la oposición. Streuli fue elegido Consejero Federal el 22 de diciembre de 1953 con 113 de los 216 votos válidos en la segunda vuelta (68.º Consejero Federal de la historia de Suiza). Esta fue la última vez que el PRD tuvo mayoría en el Consejo Federal.
Hans Streuli es uno de los pocos políticos que fueron elegidos miembros del Consejo Federal sin haber formado parte nunca de un órgano legislativo.

#### Actividad en el Consejo Federal
Como estaba previsto, Hans Streuli se hizo cargo del Departamento de Finanzas y Aduanas. Se centró principalmente en la reorganización del sistema financiero federal, pero esta iniciativa encontró una gran resistencia, sobre todo entre las filas de su propio partido. La introducción de un impuesto federal uniforme fue muy contestada entre los círculos burgueses, ya que habría supuesto una carga excesiva para las rentas altas y la economía, por lo que fue descartada. Streuli suprimió el impuesto federal al lujo y redujo los tipos impositivos máximos. Intentó mantener los gastos federales lo más bajos posible, a pesar de la buena marcha de la economía y el aumento de los ingresos fiscales. Tras algunos reveses, en 1958 consiguió fijar el sistema fiscal vigente desde la guerra. También fue vicepresidente de la Comisión de la Fundación Federal Winkelried. Además, consiguió plasmar en la Constitución la equiparación financiera entre los cantones.
Hans Streuli era considerado poco diplomático, partidario de un ejecutivo fuerte, pero también dispuesto a abordar las cuestiones más difíciles y con muy buen conocimiento de sus expedientes. Habría deseado que la Confederación tuviera mayores competencias en materia de ordenación del territorio y construcción de la red de autopistas.

#### Dimisión
Streuli dimitió del Consejo Federal el 31 de diciembre de 1959, a la edad de 67 años, y regresó a Richterswil. El 17 de diciembre de 1959 fueron elegidos cuatro nuevos miembros del Consejo Federal, tras lo cual la composición del Consejo Federal se rigió por la llamada fórmula mágica —dos representantes del PRD, dos del Partido Socialista Suizo (PSS), dos del Partido Demócrata Cristiano (PDC) y uno de la Unión Democrática de Centro (UDC)— hasta el año 2003. El sucesor directo de Streuli en el Ministerio de Finanzas fue Jean Bourgknecht.

### Actividades tras el Consejo Federal
Tras su dimisión, Hans Streuli fue presidente de diversas organizaciones y asociaciones, entre ellas la Sociedad Nacional para el Fomento de la Tecnología Atómica Industrial, la Comisión Federal de Banca (1965-1966), la Fundación Pestalozzi, el Hospital Suizo de París y la Ayuda Suiza a la Montaña.